# Raimundo Pérez Villamil
Raimundo Pérez Villamil (¿?-1894) fue un historiador y político republicano español.
Fue nombrado inspector de antigüedades de la provincias de León y Palencia en 1875.
En 1888, Pérez Villamil manifestó deseos de que entre las provincias regionadas de León, Valladolid y Zamora se incluyera la de Palencia en la Constitución Federal de Toro (17 de mayo de 1883).
 Por tanto, el proyecto de las provincias regionadas no había caído en el olvido.
Es padre de María Dolores Pérez Villamil Capra.